# 邦斯多夫
邦斯多夫（德語：Bohnsdorf，德語：[ˈboːnsˌdɔʁf] ⓘ）是德国柏林特雷普托-克珀尼克区的一个下属区。 